# Кейлемор (ЮАР)
Кейлемор (африк. и англ. Kylemore) — небольшой город на юго-западе Южно-Африканской Республики, на территории Западно-Капской провинции. Входит в состав района Кейп-Вайнлендс. Является частью местного муниципалитета Стелленбос.

## Географическое положение
Город расположен в юго-западной части провинции, на правом берегу реки Банхук (приток реки Берхрифир, на расстоянии приблизительно 23 километров (по прямой) к востоку от Кейптауна, административного центра провинции. Абсолютная высота — 290 метров над уровнем моря.

## Климат
Климат города субтропический средиземноморский. Среднегодовое количество осадков — 934 мм. Наибольшее количество осадков выпадает в период с апреля по октябрь. Средний максимум температуры воздуха варьируется от 14,8 °C (в июле), до 25,3 °C (в феврале). Самым холодным месяцем в году является июль. Средняя минимальная ночная температура для этого месяца составляет 5,8 °C.

## Население
По данным официальной переписи 2001 года, население составляло 3824 человека, из которых мужчины составляли 49,29 %, женщины — соответственно 50,71 %. В расовом отношении цветные составляли 95,66 % от населения города, негры — 3,63 %, белые — 0,71 %. Наиболее распространёнными среди горожан языками были: африкаанс (98,12 %), английский (1,33 %), коса (0,55 %).

Согласно данным, полученным в ходе проведения официальной переписи 2011 года, в Кейлеморе проживало 4328 человек, из которых мужчины составляли 49,72 %, женщины — соответственно 50,28 %. В расовом отношении цветные составляли 91,75 % от населения города, негры — 4,92 %; белые — 2,22 %; азиаты (в том числе индийцы) — 0,49 %, представители других рас — 0,65 %. Наиболее распространёнными среди жителей города языками являлись: африкаанс (94,59 %), английский (2,66 %), коса (0,51 %).

## Транспорт
К северу от города проходит региональное шоссе R310.